# Tabogon
Tabogon est une municipalité de la province de Cebu, au nord-est de l'île de Cebu, aux Philippines.

## Divers
Elle est entourée des municipalités de Tabuelan (sud), Bogo (nord), San Remigio (ouest) et de la Mer des Camotes (est).
Elle est administrativement constituée de 25 barangays (quartiers/districts/villages) :
- Alang-alang
- Caduawan
- Kal-anan
- Camoboan
- Canaocanao
- Combado
- Daantabogon
- Ilihan
- Labangon
- Libjo
- Loong
- Mabuli
- Managase
- Manlagtang
- Maslog
- Muabog
- Pio
- Poblacion
- Salag
- Sambag
- San Isidro
- San Vicente
- Somosa
- Taba-ao
- Tapul

Sa population en 2019 est d'environ 40 000 habitants.